# 遠藤秀一
遠藤 秀一（えんどう しゅういち、1966年 - ）は日本の写真家。

## 人物
福島県出身。大阪芸術大学建築学科卒業。大手建設会社設計本部に就職。その後、フリーの写真家となる。おもに南太平洋の島々をフィールドとし、特にツバル国に関する造詣が深い。建設会社在籍中からコンピューター表現に注目し多数の作品を残す。また、インターネット黎明期からネット上の表現を積極的に研究し写真表現などにも取り入れている。現在進行中のプロジェクト「ツバルに生きる一万人の人類」はその典型例、海外からも注目されている。2009年よりプロジェクトアウトプットインターフェースを首都大学東京の「渡邉英徳」准教授と共同研究を進めており、現在Tuvalu Visualization Projectとして成果を発表している。この研究事業は現在進行形である。
特定非営利活動法人 Tuvalu Overviewの代表理事。インターネット関連事業を行う未分離デザイン研究所の代表取締役所長も務める。低炭素社会の暮らしを実践するため2010年より鹿児島県曽於市に生活の拠点（山のツバル）を移し半農半Xでの暮らしを実践中。自然農での米作も行っている。英語表記　Shuichi Endo / Shuuichi Endou 後者は写真のコピーライトの際に使用。

## 経歴
- 1998年6月 - ツバルのトップレベルドメイン「.tv」運営事業に参画。
- 2005年
  - 4月 - TBS「夢の扉：海に沈む島国を救え!温暖化と闘う日本人の物語」に出演。
  - 10月 - 特定非営利活動法人 Tuvalu Overviewを設立　代表理事に着任。
- 2007年
  - 4月 - TBS「夢の扉：『TUVALU』のことを世界中の人に伝えて行きたい」に出演。
  - 5月 - 「ツバルに生きる一万人の人類」プロジェクト開始 ヌクラエラエ島へ遠征。
  - 6月 - NHK BSドキュメンタリー 「ツバルの選択 ～高まる移住熱～」に出演。
  - 10月 - ニューズウイークジャパン「世界が尊敬する日本人100人」に選出される。
- 2008年12月 - ピースボートに水先案内人として乗船。
- 2009年
  - 1月 - CNN エコソリューションで活動が紹介される。
  - 5月 - TBS「夢の扉：海に沈む島を何とか救いたい」に出演。
  - 12月 - コペンハーゲンで開催されたCOP15にツバル国代表団の一員として参加。
- 2010年7月 - ツバル国より環境親善大使への任命を受ける。
- 2014年11月 - ペルー共和国で開催されたCOP20にツバル国代表団の一員として参加。

## 主な写真展
- 2000年8月 - クリスマス島写真展（元町ギャラリーいつこう）開催。
- 2007年12月 - インドネシア、バリ島の温暖化防止会議、会議場にて写真展開催。
- 2008年
  - 7月 - 富士フイルム写真展「まもりたい緑 まもりたい水」に参加。洞爺湖サミット、札幌ドームツバル写真展開催。
  - 8月 - 科学未来館にて写真展に参加。
- 2009年5月 - 笹川記念財団ビル1階ロビーにて写真展開催。
- 2010年2月 - 仙台メディアテークにて写真展開催。

## 主な著作
- 2004年 - フォトドキュメンタリー 「ツバル 海抜1メートルの島国、その自然と暮らし」 国土社
- 2011年 - 「笑顔の国、ツバルで考えたことーほんとうの危機と幸せとは」英治出版　枝廣淳子氏　共著